# トリメチルシラン
トリメチルシラン (trimethylsilane) またはトリメチルシリルヒドリド (trimethylsilyl hydride) は、化学式がC3H10Si、構造式が(CH3)3SiHで表される化合物である。引火性が非常に大きい。プラズマ相のエッチング液として半導体工業で用いられる。